# 中華民國109年全民運動會合球比賽
中華民國109年全民運動會合球比賽為男女混合，產生一面金牌
，賽事於109年10月18日至10月22日在花蓮縣立體育館舉行。

在全民運動會籌備會、中華民國合球協會指導下，由中華民國合球協會負責合球競賽各項技術工作。

## 比賽指導單位
中華民國合球協會

## 競賽資訊[a 1]

### 大會日期
中華民國 109 年 10 月 17 日（星期六）至 22 日（ 星期四）。

### 比賽日程
109 年 10 月 10 月 18 日（星期日）至 10 月 22 日（ 星期四）計 5 天。

### 比賽場地
花蓮縣立體育館（小巨蛋）（花蓮縣花蓮市達固湖彎大路 23 號）。

## 裁判名單[a 1]
| 職務           | 姓名                                         |
| -------------- | -------------------------------------------- |
| 審判委員召集人 | 劉正利                                       |
| 審判委員       | 杜鎮宇、林曬、陳俐馨、鄭福祥                 |
| 栽判長         | 黃緯強                                       |
| 栽判           | 王宏齢、王聖傑、林君黛、邱強、陳立人、陳志偉 |
| 栽判           | 黄英哲、楊榮光、廖偉傑、鄭立強               |
| 計時記錄裁判   | 陳齊毅、梁可欣、吳映蓁、陳安蓉               |

## 決賽成績列表[a 2]
| 序 | 單位   | 比賽項目   | 姓名 | 成績 | 備註 | 名次 | 組別   | 種類 | 日期     |
| 1  | 臺北市 | 混合組合球 | 陳沁 潘希昀 詹雅涵 林雅雯 洪冠儒 林聖傑 魯雄宇 吳書安 陳慎芝 林芃萱 邱瀚生 朱亞妮 王書妤 楊佳霖 張傑勝 林昱成       |      |      | 1    | 混合組 | 合球 | 10月22日 |
| 2  | 桃園市 | 混合組合球 | 吳俊賢 鞏興人 吳浩瑋 高禎佑 陳俊達 楓新宇 張家銓 羅凱葉 彭千津 張書綺 曾姵綺 曾貽亮 卓雅慧 莊翔琳 黃丹臨 李宙縈     |      |      | 2    | 混合組 | 合球 | 10月22日 |
| 3  | 金門縣 | 混合組合球 | 邰煒哲 黃子舜 徐曼凌 劉依宸 孫鈺婷 吳芷芸 吳旻倩 黃子堯 胡鈞涵 馬謙愛 孫耘安 闕劭錡 閻毅 王騤銘 顏羽晨 楊家圳       |      |      | 3    | 混合組 | 合球 | 10月22日 |
| 4  | 新北市 | 混合組合球 | 邱志益 周柏廷 林楦旻 高爾賢 張國恩 高少翊 曲書平 蔡宜蓁 全盈燕 黃宸甫 呂林奇 洪軒屏 林千洳 張嘉心 林思宇 巫佳宜     |      |      | 4    | 混合組 | 合球 | 10月22日 |
| 5  | 高雄市 | 混合組合球 | 陳建名 劉衍謙 李畯宥 柳云涵 顏彗安 黃詩恩 王馨岑 李慧玲 劉劉昕妤妤 林品漩 廖哲億 蘇泓瑋 廖雅菱 曾建智 魏啟倫 陳彥臻 |      |      | 5    | 混合組 | 合球 | 10月22日 |
| 6  | 新竹市 | 混合組合球 | 丘哲安 劉定亞 彭千祐 陳玟蒨 李芷彤 郭麗芬 祁祐男 陳彥佑 曾芷若 簡弘崴 孟軒逸 阮思穎 沈家禎 李昀臻 曾韵文 李佩芸     |      |      | 6    | 混合組 | 合球 | 10月22日 |
| 7  | 臺中市 | 混合組合球 | 陸南宇 楊明珠 陳美華 林宜萱 劉冠真 徐郁雯 柯岱廷 柯岱佑 余依繁 柯岱君 陳弘昇 周怡盼 柯俊吉 周佳怡 蔡昱德 林展安     |      |      | 7    | 混合組 | 合球 | 10月22日 |
| 8  | 花蓮縣 | 混合組合球 | 黃科贏 朱柏豪 陳紀昀 趙庭 陳泓豪 戴王彥竣 練鴻毅 曾侑翰 陳泓誌 張凱倫 駱勁彣 王國蘋 林予筑 游楊喬茵 高淑雲 黃琳慧   |      |      | 8    | 混合組 | 合球 | 10月22日 |

(成績結果以中華民國109年全民運動會大會公佈為主，本成績僅供參考)

### 官方資料
1. 1 2 3  （繁體中文） (PDF). 109年全民運動會籌備處.   [2021-02-14]. （原始内容存档 (PDF)于2020-10-28）.
2. ↑  （繁體中文）.   [2020-10-25]. （原始内容存档于2020-10-28）.
3. ↑  （繁體中文）. 2020-10-22  [2020-10-22]. （原始内容存档于2020-10-28）.

### 新聞報導
1. ↑  . 109年全民運動會. 2020-10-16  [2020-10-16]. （原始内容存档于2020-10-24）.

## 外部連結
- （繁體中文）109年全民運動會官方網站 （页面存档备份，存于）